# (1427) Ruvuma
(1427) Ruvuma es un asteroide perteneciente al cinturón de asteroides descubierto por Cyril V. Jackson el 16 de mayo de 1937 desde el observatorio Union de Johannesburgo, República Sudaficana.

## Designación y nombre
Ruvuma se designó al principio como 1937 KB.
Más adelante fue nombrado por el Ruvuma, un río de Tanzania.

## Características orbitales
Ruvuma orbita a una distancia media de 2,749 ua del Sol, pudiendo alejarse hasta 3,332 ua. Su inclinación orbital es 9,346° y la excentricidad 0,2119. Emplea 1665 días en completar una órbita alrededor del Sol.